# Foresters (Mont Fleuri)
Câu lạc bộ bóng đá Foresters Mont Fleuri là một câu lạc bộ bóng đá có trụ sở tại Mont Fleuri của Seychelles, đội đang chơi ở Seychelles League.

## Thành viên hiện tại
Ghi chú: Quốc kỳ chỉ đội tuyển quốc gia được xác định rõ trong điều lệ tư cách FIFA. Các cầu thủ có thể giữ hơn một quốc tịch ngoài FIFA.
| Số | VT | Quốc gia   | Cầu thủ              |
| -- | -- | ---------- | -------------------- |
| —  | TM | Seychelles | Oscar Constance      |
| —  | TM | Seychelles | Samuel Amice         |
| —  | TM | Seychelles | Ronny Francoise      |
| —  | HV | Madagascar | Robert Edmond Nahoda |
| —  | HV | Seychelles | Steve Mathiot        |
| —  | HV | Seychelles | Marcus Botsoie       |
| —  | HV | Seychelles | Andrew Figaro        |
| —  | HV | Seychelles | Derick Figaro        |
| —  | HV | Seychelles | Roddy Antat          |
| —  | HV | Seychelles | Mick Come            |
| —  | TV | Seychelles | Ian Mellie           |

| Số | VT | Quốc gia   | Cầu thủ          |
| -- | -- | ---------- | ---------------- |
| —  | TV | Seychelles | Josee Labiche    |
| —  | TV | Seychelles | Leroy Gomme      |
| —  | TV | Seychelles | Stephen Harrison |
| —  | TV | Seychelles | Darren Payet     |
| —  | TV | Seychelles | Jason Fred       |
| —  | TV | Seychelles | Joel Jean        |
| —  | TĐ | Seychelles | Denis Zialor     |
| —  | TĐ | Seychelles | Balla Traore     |
| —  | TĐ | Seychelles | Dean Rath        |
| —  | TĐ | Seychelles | Egbert Vidot     |
| —  | TĐ | Seychelles | Andy Sarah       |